# Motorola Atrix

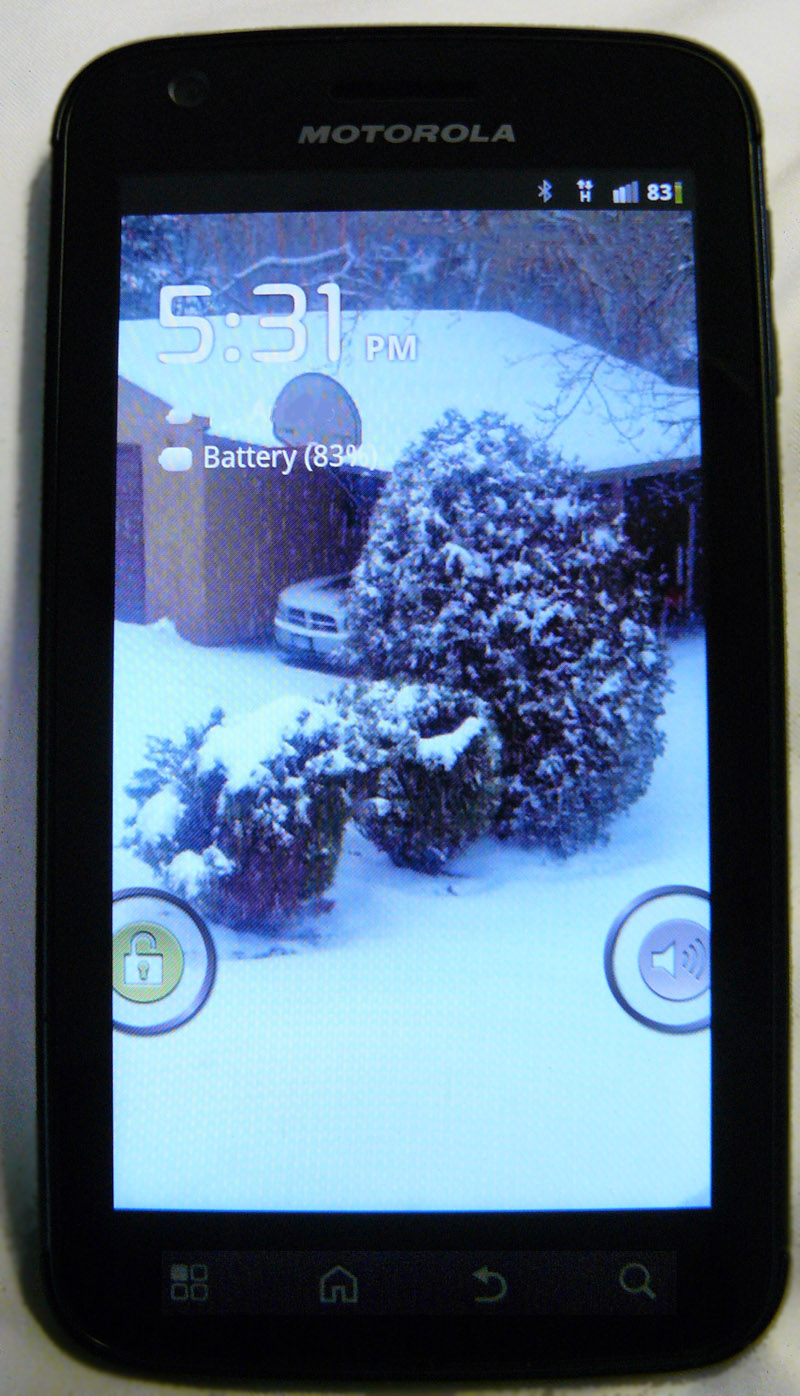
MB860 - Motorola Atrix 4G

Motorola Atrix je smartphone od společnosti Motorola vypuštěný na trh v 1. čtvrtletí roku 2011 (představen 5. ledna na CES 2011). Má chipset Tegra 2.
Po připojení k televizi přes speciální Multimedia Dock je možné využít operační systém Linux. K telefonu je možné dokoupit i tzv. lapdock, který vypadá jako notebook, ale veškerý výkon, výpočty a služby obstarává telefon samotný, který je vložen do lapdocku.
Koncem října roku 2012 společnost Motorola oficiálně oznámila, že se Motorola Atrix nedočká updgradu na Android 4.0 Ice Cream Sandwich přesto, že byl upgrade v plánu na třetí kvartál roku 2012.

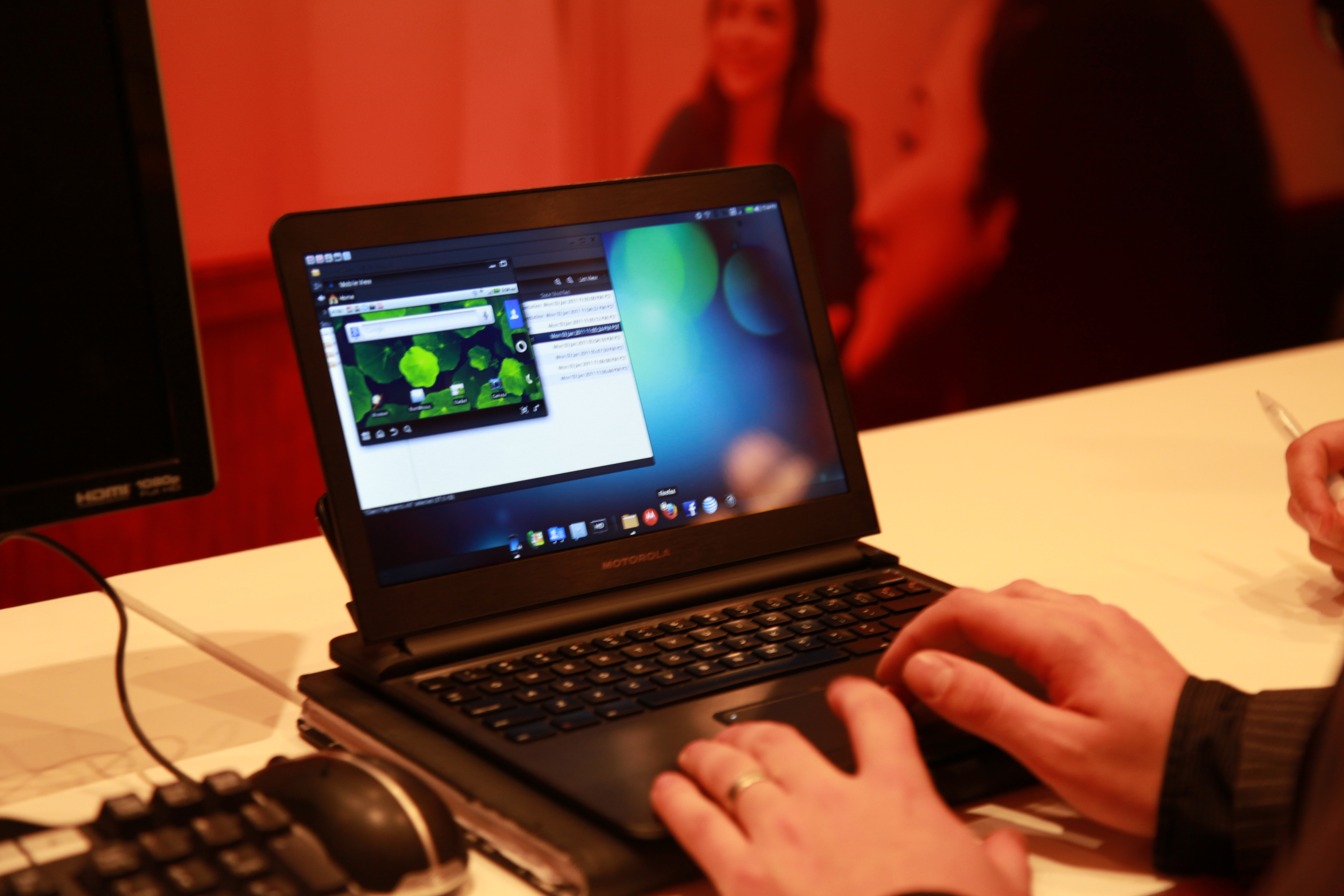
Motorola Atrix 4G Webtop

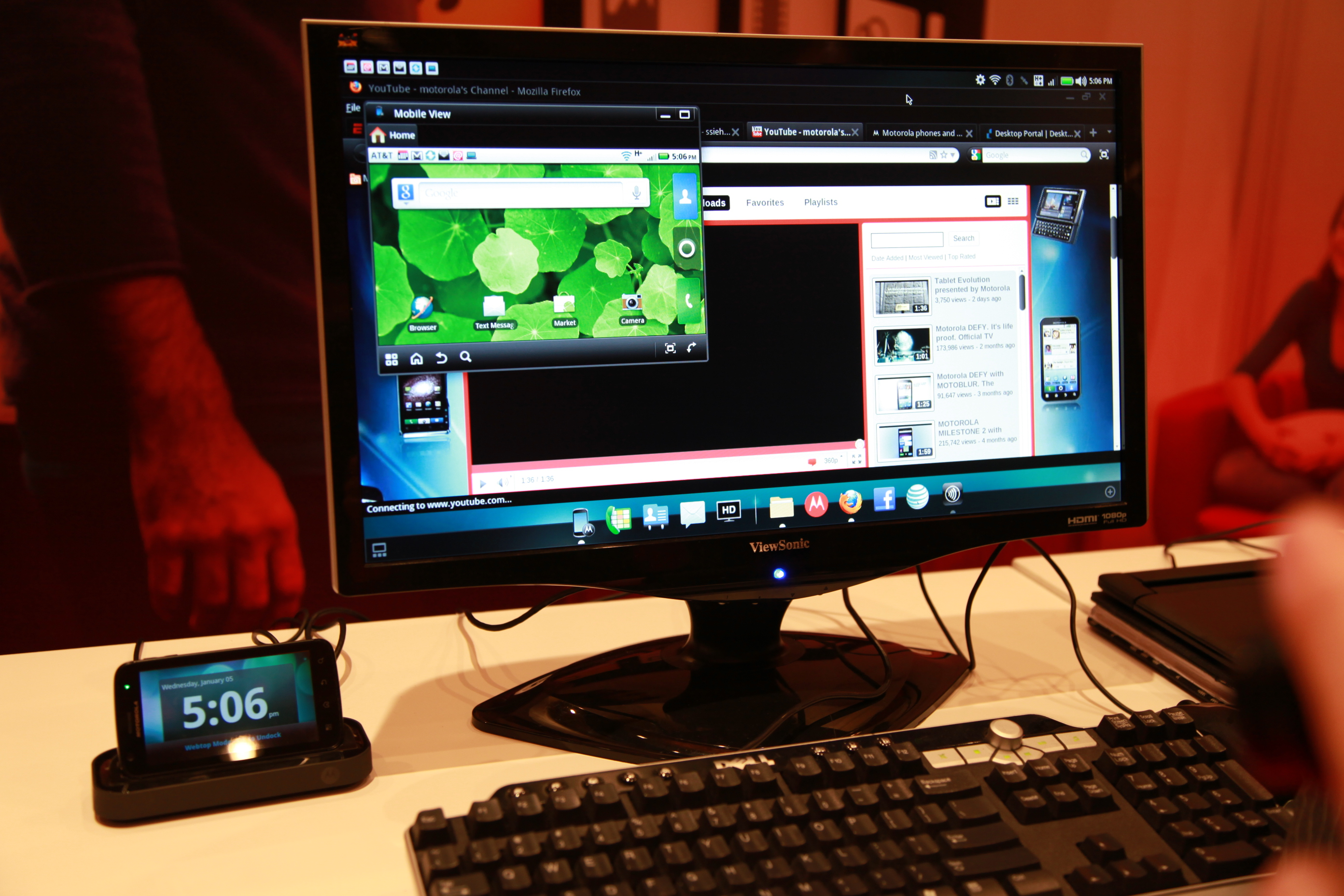
Motorola Atrix 4G HD Multimedia Dock

## Technická specifikace
|                        | | Komentář                                                      |
| ---------------------- | --- | ------------------------------------------------------------- |
| Operační systém        | Android 2.2                                                                                          | aktuálně je dostupná aktualizace na Android 2.3               |
| Procesor a čipová sada | nVidia Tegra 2 AP20H (2× Cortex-A9, 1 000 MHz, 40nm), GPU: ULP GeForce 300MHz                        | -                                                             |
| Displej                | TFT LCD, kapacitní dotyková technologie, rozlišení qHD (960×540 px), 16 milionů barev, úhlopříčka 4“ | -                                                             |
| Paměť                  | 1 GB RAM, 16 GB vnitřní paměti                                                                       | slot na microSD karty (až 32 GB)                              |
| Podporované sítě       | GSM (čtyři pásma), WCDMA (tři pásma), GPRS, EDGE, HSPA (14,4/5,76 Mb/s)                              | -                                                             |
| Konektivita            | microUSB, microHDMI, Wi-Fi, Bluetooth, GPS, 3,5mm jack, DLNA                                         |                                                               |
| GPS                    | ano                                                                                                  | podpora A-GPS                                                 |
| Fotoaparát             | Zadní kamera: 5MPx (2 592 × 1 944), video (1 280 × 720), Přední kamera: 0,3 MPx                      | autofocus, dvoudiodový blesk, geo-tagging, stabilizace obrazu |
| Rozměry, hmotnost      | 118 × 64 × 10 mm, 135 g                                                                              | -                                                             |
| Baterie                | Li-Po, 1 930 mAh                                                                                     | -                                                             |